# Matsushimaea magna
Matsushimaea magna är en svampart som beskrevs av Matsush. 1996. Matsushimaea magna ingår i släktet Matsushimaea, divisionen sporsäcksvampar och riket svampar.   Inga underarter finns listade i Catalogue of Life.